# Prangos
Prangos är ett släkte av flockblommiga växter. Prangos ingår i familjen flockblommiga växter.

## Bildgalleri

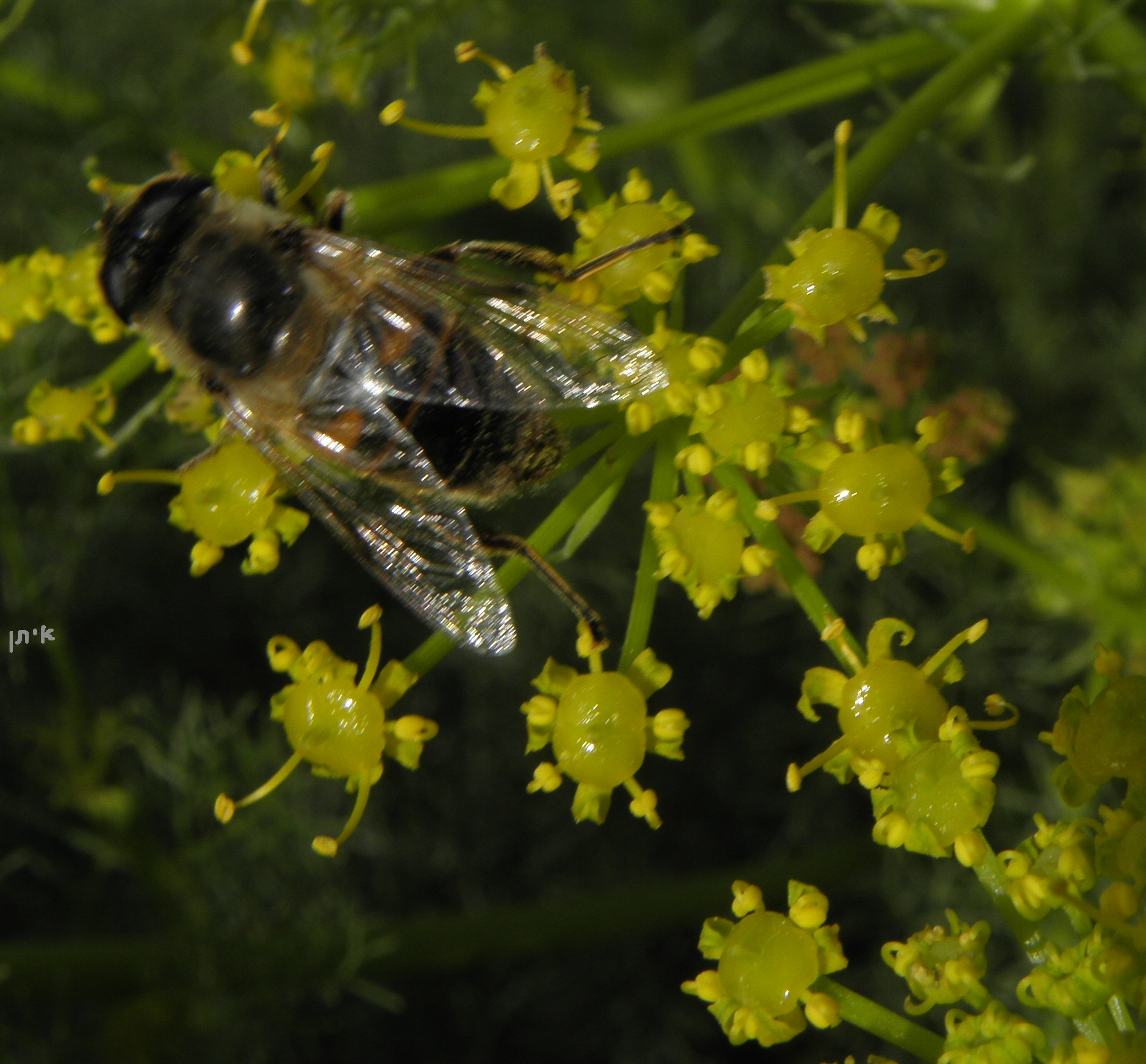
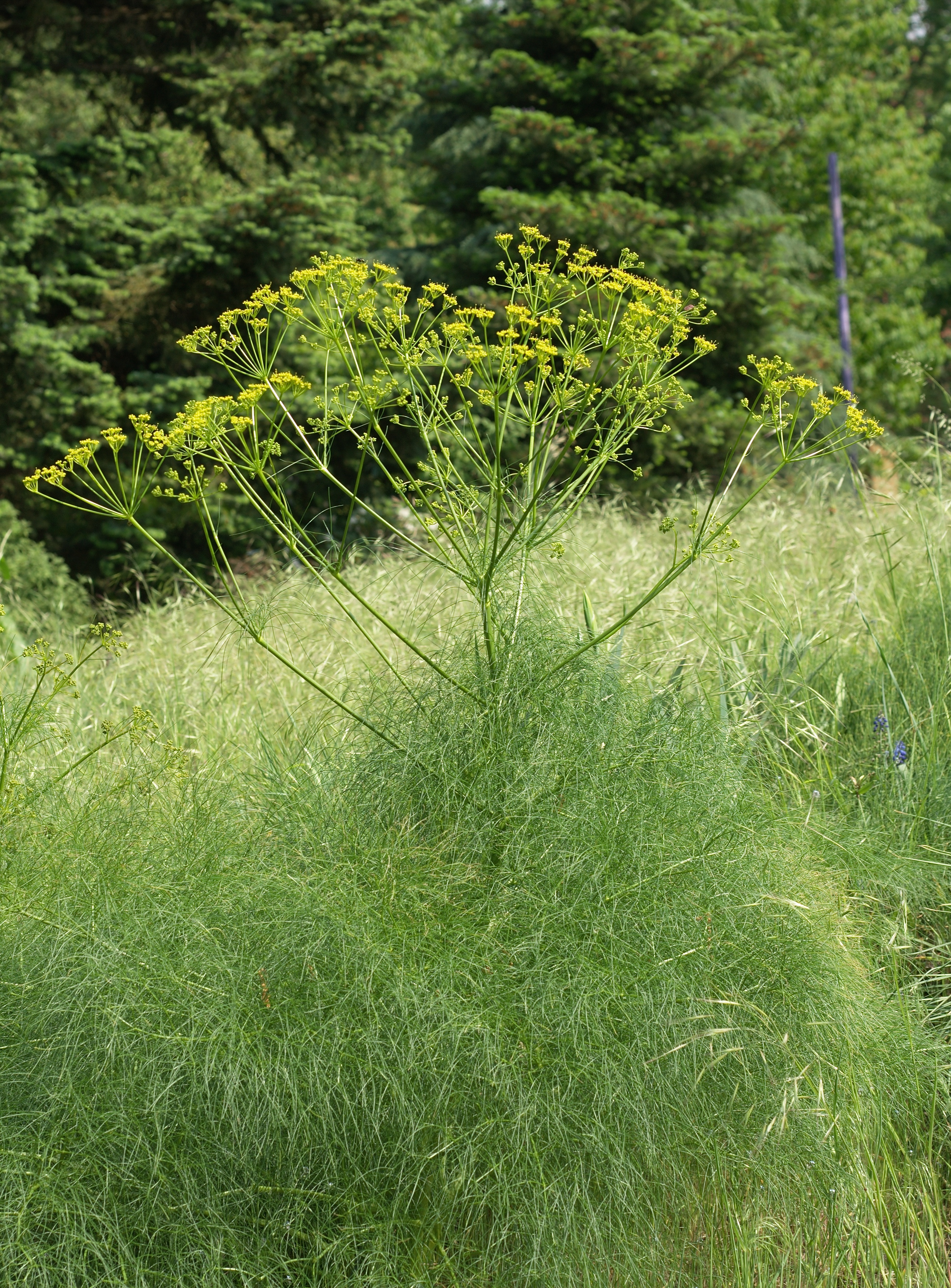
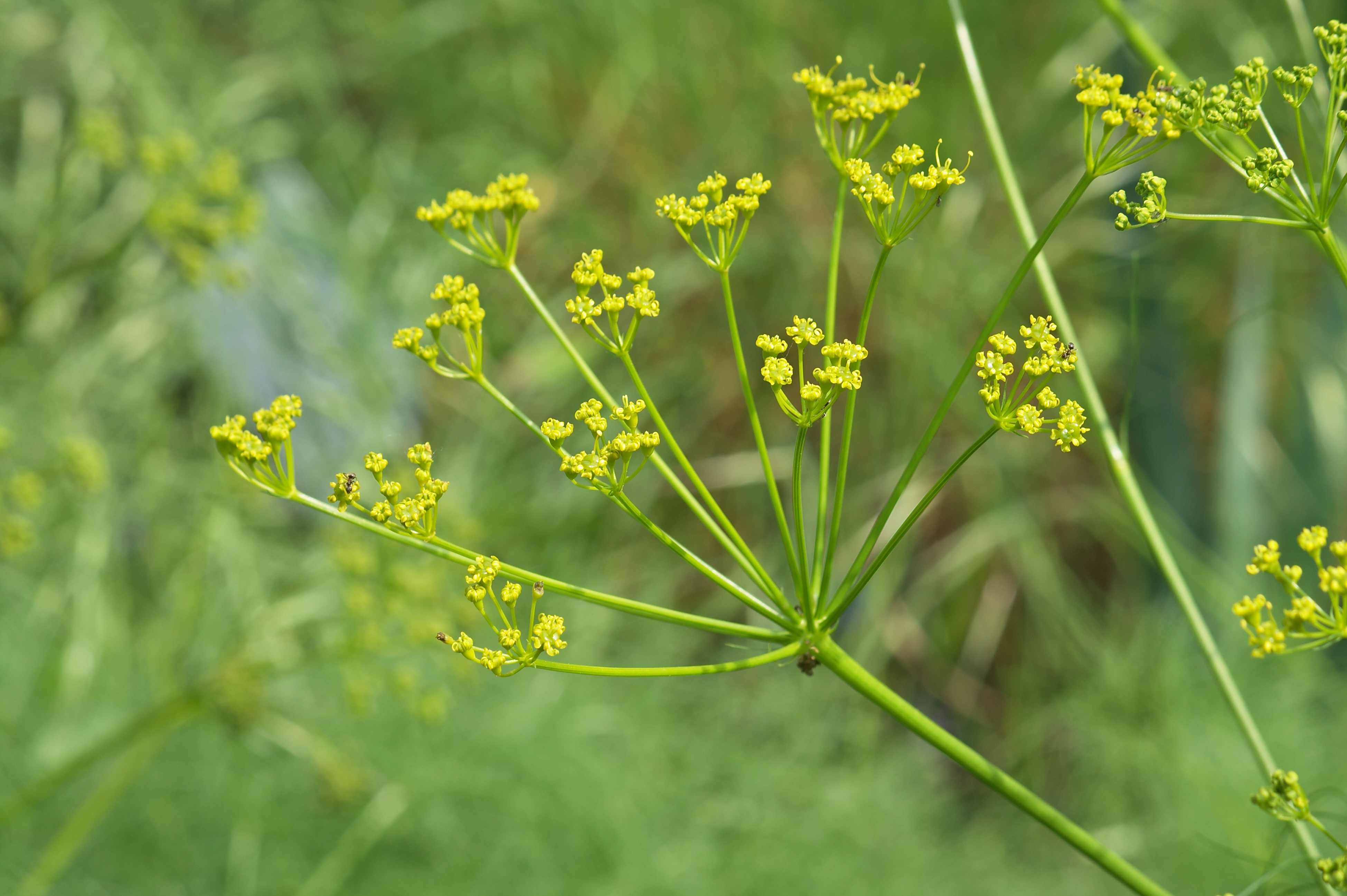

## Dottertaxa tillPrangos, i alfabetisk ordning[1]
- Prangos acaulis
- Prangos afghanica
- Prangos akymatodes
- Prangos alata
- Prangos ammophilus
- Prangos angustifolia
- Prangos arabica
- Prangos arenarius
- Prangos armena
- Prangos asperula
- Prangos aucheri
- Prangos biebersteinii
- Prangos bornmuelleri
- Prangos bucharica
- Prangos bungei
- Prangos cachroides
- Prangos calligonoides
- Prangos carinata
- Prangos colladonioides
- Prangos corymbosa
- Prangos crenata
- Prangos crossoptera
- Prangos cylindracea
- Prangos cylindrocarpa
- Prangos denticulata
- Prangos deserti
- Prangos didyma
- Prangos equisetoides
- Prangos eryngioides
- Prangos euryangiodes
- Prangos fedtschenkci
- Prangos fedtschenkoi
- Prangos ferganensis
- Prangos ferulacea
- Prangos foeniculacea
- Prangos gaubae
- Prangos goktchiana
- Prangos gyrocarpa
- Prangos haussknechtii
- Prangos heptaptera
- Prangos herderi
- Prangos hermonis
- Prangos hissarica
- Prangos humilis
- Prangos isphairamica
- Prangos kurdica
- Prangos lachnantha
- Prangos lamellata
- Prangos latiloba
- Prangos ledebourii
- Prangos lipskyi
- Prangos longiradia
- Prangos macedonica
- Prangos macrocarpa
- Prangos meliocarpoides
- Prangos microcarpa
- Prangos odontalgica
- Prangos odontoptera
- Prangos ornata
- Prangos pabularia
- Prangos pachypoda
- Prangos pamiroalaica
- Prangos persica
- Prangos persicus
- Prangos peucedanifolia
- Prangos platychlaena
- Prangos polyactina
- Prangos potanini
- Prangos quasiperforata
- Prangos rutaefolius
- Prangos saravschanica
- Prangos scabra
- Prangos scabrifolia
- Prangos serpentinica
- Prangos stenoptera
- Prangos thapsioides
- Prangos trifida
- Prangos tschimganica
- Prangos tuberculata
- Prangos turbinata
- Prangos uechtritzii
- Prangos uloptera